# 陳重光 (1913年)
陳重光（1913年12月10日—1998年2月22日），原名陳義堂，和名穎川松吉，生於日治台灣台北廳大稻埕區（今台北市大稻埕），祖籍福建金門，臺灣銀行家、實業家、政治人物，本省人，曾任臺視董事長、養樂多公司董事長、寶島商業銀行（今日盛國際商業銀行）董事長、中華職棒會長、臺灣省議員、臺北市議員等，為臺北市陳家班要員。
在上海時，因交游廣闊，曾有「台灣杜月笙」稱號。引進養樂多至台灣，常被人稱為「養樂多爺爺」。

## 生平
出身大稻埕商人世家，中學就讀成淵中學，高中至日本內地就讀東京成城高等學校。高中畢業後，於1930年赴上海，從事貿易工作。在上海期間，因為聽聞滿洲國物資缺乏，與台北迪化街茶葉商人合作出口台灣茶葉至滿洲國，成為首位把台灣茶葉賣往滿洲國的貿易商，因此與滿洲國產業部長岸信介成為好友。於1931年，在台灣創立南光行，由日本內地進口消防器材與五金器材在台灣販售。在上海期間，除了熟悉同為台灣同鄉的謝東閔、吳三連，也與黃杰等國民黨要員熟識。
日本佔領上海期間，1942年在上海創立通華銀行、通華企業、通華石綿等公司，從事中國與日本、台灣間的貿易。
1945年，日本投降，第二次世界大戰結束。改名陳重光，加入中國國民黨，與國民政府合作，協助國民政府接收台灣。
1947年二二八事變發生，陳重光資助楊肇嘉，聯合在中國的台灣同鄉，組成五團體二二八慘案後援會，赴南京向國民政府陳情。
1949年，在上海淪陷前夕，陳重光放棄仍在中國的事業，返回台灣。
1958年，受岸信介之邀，以中華民國全國工業總會理事身份赴日本訪問，推動日本與台灣合作發展經濟。
1964年，與李團居等商人合資，與日本養樂多本社合作設立養樂多台灣法人養樂多公司。
1968年，合資成立協榮海運，從事原木運輸，任首任董事長。
1972年，日本與中華民國斷交，為維繫台灣與日本間的關係，陳重光以其自身人脈推動亞東關係協會成立。

## 經歷
- 自立報系董事長
- 寶島商業銀行（今日盛國際商業銀行）董事長
- 財團法人國際美育自然生態基金會(1990年1月～1998年2月)
- 臺灣電視公司第十一、十二屆董事長（1990年12月～1995年8月）
- 中華民國槌球協會第一、二屆理事長（1988年～1996年）
- 泰北高中董事長
- 養樂多公司董事長
- 中華職棒第二任會長（1993年10月7日～1998年2月22日）
- 陳重光文教基金會創辦人（1993年）
- 中華民國軍人之友社理事長
- 臺灣省議員
- 臺北市議員

## 家庭
女兒陳玉梅為前臺北市議員、僑務委員會副委員長，曾於2016年代表中國國民黨參與不分區立委選舉。2017年1月22日因乳癌病逝。
兒子陳炳甫為基創實業（大魯閣棒壘球打擊場）創辦人，後亦於2014年底當選臺北市議員迄今，2019年曾代表中國國民黨參與臺北市第二選舉區立法委員補選。

## 其他
- 高玉樹曾回憶，參選臺北市第一屆省轄市民選市長選舉並非陳重光的本意。而是當時陳重光因看不起中國國民黨內的主動參選者，而主動將高玉樹資料拿去登記參選。[1]:19
- 1954年臺北市長選舉時，當時王民寧（曾任臺灣警備總司令部副官處處長）陣營以請吃「選舉飯」試圖爭取支持。據住在雙園區堀江町的康寧祥回憶，當時每到中午一到，左鄰右舍就會到王民寧競選總部報到，吃大魚大肉；飽餐一頓後，再抱王民寧的選舉傳單出來，直接送去高玉樹競選總部的火爐裡，然後換高玉樹的傳單去發，也就是「吃王民寧的飯，投高玉樹的票」。[2]:29此事後來獲陳重光向他證實，陳重光是國民黨員，奉命幫王民寧競選，但私下又跟高玉樹很熟，兩邊的競選總部都會去跑。有次他在高玉樹競選總部後頭發現一個焚化爐一直在燒，走近一看，發現燒的都是王民寧的傳單。想不到國民黨黨員再多、特務再多，還是敵不過民心向背。[2]:29

## 外部連結
- 陳重光在台灣棒球維基館上的頁面（繁體中文）
- 陳重光之女陳玉梅 乳癌病逝享年50歲 （页面存档备份，存于）

| 體育角色           | 體育角色                                             | 體育角色                           |
| ------------------ | ---------------------------------------------------- | ---------------------------------- |
| 中華職業棒球大聯盟 |                                                      |                                    |
| 前任： 唐盼盼      | 中華職棒會長 第二、三任 1993年10月7日－1998年2月22日 | 繼任： 楊天發（代理） 正任：黃大洲 |